# 浜松市立入野小学校
浜松市立入野小学校（はままつしりつ いりのしょうがっこう）は、静岡県浜松市中央区入野町にある公立小学校。

## 沿革
- 1873年（明治6年） - 陽報寺を学びやとして入野小学校創立
- 1879年（明治12年） - 公立入野小学校と改称
- 1889年（明治22年） - 入野尋常小学校と改称
- 1901年（明治34年） - 入野尋常高等小学校となる
- 1941年（昭和16年）4月 - 浜松市入野国民学校と改称
- 1947年（昭和22年）6月 - 浜松市立入野小学校と改称

現在に至る

## 通学範囲
- 入野町（東神田川以西を除く）[1]

以前、大平台の大部分は入野小学校の学区であったが、浜松市立大平台小学校開校によって学区が変更となった。

## アクセス
- 遠鉄バス志都呂宇布見線・大平台線 ｢入野東｣停留所から、徒歩3分

## 主な周辺施設
- 佐鳴湖
- イオン浜松西ショッピングセンター

## 関連事項
- 静岡県小学校一覧